# Grünewald
Pour les articles homonymes, voir Grunewald.
Le Grünewald (en luxembourgeois : Gréngewald) est un domaine forestier situé au nord-est de la ville de Luxembourg sur un plateau d'environ 350 mètres d'altitude. Il couvre une superficie totale de 4 500 ha et s'étend sur les communes de Niederanven, Steinsel et Walferdange. Ce sont l'État luxembourgeois d'une part et la cour grand-ducale d'autre part qui en sont les propriétaires.
C'est dans cette forêt que prennent source les deux ruisseaux qui confluent à Gonderange pour former l’Ernz Noire, un affluent de la Sûre.
Le point culminant se situe au Lieu-dit Laangmuer le long de la Eichternacher Strasse à 425 mètres. Grünewald est principalement constituée de hêtres et la nouvelle croissance se produit par régénération naturelle, ce qui signifie que la nouvelle croissance se produit à partir de graines provenant des vieux arbres. Seulement dans des cas exceptionnels comme par exemple, après les tempêtes Daria, Vivian et Wiebke au début des années 1990, ou une autre calamité, on procède à des plantations. Environ la moitié des arbres sont des arbres très vieux, âgés de plus de 140 ans.
Avec 3 734 hectares, Grünewald est la plus grande étendue de forêt contiguë du Luxembourg. La forêt est située sur les territoires de sept communes : Luxembourg, Walfer, Steesel, Luerenzweiler, Jonglënster, Nidderaanwen et Sandweiler.
Le Rängelbach et le Schetzelbach, d'où est extrait le minerai blanc, ainsi que le Kribsbach et l'Ernsterbach, d'où est extrait le minerai noir, y trouvent leurs sources. On y puise également de l'eau potable, car le sol gréseux est un filtre naturel. Les 20 sources captées dans Grünewald fournissent environ 15 % de l'eau potable totale du pays.
À l'extrémité ouest de Grünewald, près de Walfer, se trouve le Raschpitzer, un système d'aqueduc souterrain datant de l'époque romaine.
Le 28 septembre 2018, le Conseil des ministres a décidé de déclarer la zone de dix kilomètres sur huit comme réserve naturelle nationale. En tant que forêt domaniale, Grünewald est le pendant du Bamfösch, qui appartient à la Ville de Luxembourg.

## Histoire
En octobre 2018, la ministre de l'Environnement Carole Dieschbourg annonce que la procédure de classification du Gréngewald en zone protégée d'intérêt national est en cours.

## Transactions
Au XIXe siècle, Grünewald s'étendait sur 2 623 ha, aujourd'hui elle fait encore 2 500 ha. Le roi-grand-duc des Pays-Bas Guillaume II. avait acheté 669 hectares de forêt à l'État en 1845. La vente, décidée par la Chambre, a rapporté à l'État environ 530 000 florins, ce qui lui a permis d'améliorer le réseau routier du pays en quatre à cinq ans, tout en luttant contre le chômage, alors élevé.
Après que la cour eut progressivement acquis des parcelles de Grünewald, notamment en 1891, l'État racheta 776,12 hectares de forêt et de bâtiments en mars 1934, à la suite d'un vote de la Chambre, pour un prix de 20 millions de francs. Après cette transaction, la ferme possédait encore environ 1 000 hectares de forêt verte. L'argent ainsi reçu servait à payer l'entretien de la cour.
En 2003, la ferme a vendu près de 176 hectares de Grünewald à l'État, afin de permettre la construction de la Route du Nord. Après cela, la ferme possédait encore 850 hectares dans la Forêt Verte.
En juillet 2006, il a été annoncé que le Grand-Duc envisagerait de vendre la partie de Grünewald qui était en sa possession. Ce projet fut abandonné en septembre de la même année, parce que l’État n’avait pas assez de fonds budgétaires pour l’acheter. Il fut donc convenu que l'État prendrait en charge une partie des frais d'entretien du domaine du Grand-Duc. En contrepartie, il serait accessible au grand public à certaines périodes de l’année.
En réponse à une question parlementaire des députés ADR Gaston Gibéryen et Robert Mehlen, le Premier ministre Jean-Claude Juncker a fourni début février 2007 des informations détaillées sur les opérations d'échange entre la Cour et l'Etat, qui avaient donné lieu à quelques rumeurs par le passé.

## La Porte Grand-Ducale
Le 9 avril 2009, après presque 90 ans, la forêt privée de la famille grand-ducale a été ouverte au public. Jusqu'alors, il y avait une clôture autour de la forêt grand-ducale entre les rues Echternacher et Eeseburer. La raison pour laquelle la clôture a été érigée vers 1920 était, semble-t-il, un troupeau de mouflons, que le couple grand-ducal de l'époque, la grande-duchesse Charlotte et le prince Félix, avait reçu en cadeau d'un comte italien. La porte, d'une part, empêchait la propagation incontrôlée des mouflons non indigènes et, d'autre part, assurait une haie permanente.
Entre 1956 et 1958, la superficie a été étendue de 350 ha à 500 ha en incluant les ruisseaux Sandkaul, Kazebaach, Kreibsweier et Ditgesbaach. La clôture avait alors une longueur de 11 km avec 3 100 poteaux et 77 km de barbelés. Il y avait 36 portes pour entrer dans le fort, dont 9 étaient situées sur une route où les camions pouvaient circuler. À travers les points faibles et les trous de la clôture, les cerfs rouges puis les cerfs noirs ont progressivement pénétré dans les portes. La forte reproduction du mouflon à queue rouge a fait que cette espèce a été chassée intensivement entre 1950 et 1980.
Depuis 1998, il n'y a plus de mouflons dans la porte. Il en allait autrement du sanglier noir, devenu, grâce à sa forte reproduction, la principale espèce de gibier de l'enclos, prenant ainsi le caractère d'un « parc animalier ». Parce qu’on supposait que les sangliers n’avaient pas assez de nourriture naturelle

## Littérature
Le Parlement des oiseaux dans Grünewald est le nom d'un poème satirique d'Edmond de la Fontaine, intitulé Dicks.
L'audience du procès de Michel Rodange se déroule au Grünewald.